# Suuri-Heranen
Suuri-Heranen är en sjö i kommunen Kuopio i landskapet Norra Savolax i Finland. Den är 18,5 meter djup. Arean är 35 hektar och strandlinjen är 3,67 kilometer lång. Sjön  ingår i Vuoksens huvudavrinningsområde.   Den ligger omkring 40 kilometer nordväst om Kuopio och omkring 340 kilometer norr om Helsingfors. 
Suuri-Heranen ligger sydväst om Valkeinen. 